# Mouvement d'action judiciaire
Pour les articles homonymes, voir GAJ.
Le Mouvement d'action judiciaire ou MAJ (originellement appelé Groupement d'Action Judiciaire ou GAJ) est une organisation de juristes créée à l'issue des événements de mai 1968 par des avocats principalement, et classée à l'extrême gauche. Ses membres vont développer une critique « en acte » du droit, c'est-à-dire non seulement un discours critique sur le droit, discours teinté de marxisme, mais aussi l'idée qu'il faut réfléchir à de nouvelles formes de maniement du droit.

## Approche et orientations
Le Mouvement d'Action Judiciaire analyse le droit comme idéologique et considère qu'ils contribue à reproduire les dominations et les inégalités dans la société. Ses membres ont réfléchi à de nouvelles formes de maniement du droit qui soient subversives, qui retournent le droit contre celui qui le produit, c'est-à-dire notamment contre l'État, et qui aient un usage à la fois pragmatique et politique du droit.

## Histoire
Le MAJ est d'abord créé sous le nom de GAJ (Groupement d'Action Judiciaire) dans le cours des événements de mai 1968. Il rassemble notamment des avocats mais également quelques magistrats qui sont impliqués dans la question de la répression qui s'abat sur les étudiants et sur les militants engagés dans les événements de 1968. Les membres du GAJ/MAJ se posent la question de savoir comment organiser les défenses qui sont rendues nécessaires par les interpellations nombreuses et comment penser le rôle de la justice dans les événements de mai 1968.
Très rapidement, le MAJ collabore avec des associations comme le GISTI.
Les événements de mai 1968 servent de déclencheur à un groupe qui, par la suite, se structure et s'adapte aux évolutions politiques et au traitement de nouvelles questions. Les questions étaient au départ très liées aux événements de mai 1968 (étudiants poursuivis disciplinairement, étrangers expulsés pour leur participation aux événements, puis question des nouveaux droits syndicaux à la suite des accords de Grenelle).
Une pensée du rôle du droit et des avocats (qui sont très majoritaires dans ce groupe) s'élabore progressivement. Cette vision alternative du droit est promue de différentes manières, dans des formes de défense et de pratique de la profession, en ouvrant des boutiques de droit par exemple, ou un cabinet d'avocats d'Ornano, dans un quartier populaire parisien. La revue Acte, cahiers d'action juridique, est le support d'une réflexion plus théorique qui dure près d'une vingtaine d'années, jusqu'en 1992.
Le groupe compte quelques douzaines de membres, au maximum une centaine d'avocats vraiment présents dans les débats.

### Quelques avocats membres du MAJ
- Henri Leclerc
- Michel Tubiana[1]
- Jean-Jacques de Felice
- Monique Antoine Timsit
- Denis Langlois